# Popasna (huyện)
Huyện Popasna (tiếng Ukraina: Попаснянський район, chuyển tự: Popasnas’kyi raion) là một huyện của tỉnh Luhansk thuộc Ukraina. Huyện Popasna có diện tích 1325 km², dân số theo điều tra dân số ngày 5 tháng 12 năm 2001 là 50559 người với mật độ 38 người/km2. Trung tâm huyện nằm ở Popasna.